# Mamuša
Mamuša (serb. Мамуша, alb. Mamushë, tur. Mamuşa) – miasto w południowo-zachodnim Kosowie (region Prizren). Siedziba gminy Mamuša.

## Współpraca
- Prizren